# Shepherd's Bush
Pour la station de métro, voir Shepherd's Bush (métro de Londres).
Shepherd's Bush est un quartier de l'ouest de Londres situé dans le borough londonien de Hammersmith et Fulham.
C'est un secteur très résidentiel, dont le point névralgique est 'Shepherd's Bush Green' (ou 'Shepherd's Bush Common'), un espace vert triangulaire d'environ trois hectares entouré de commerces. Shepherd's Bush est desservi par cinq gares de métro et une gare ferroviaire.
Dans ce quartier se trouve un gigantesque centre commercial de 270 boutiques, Westfield London, qui a ouvert en 2008. C'est le plus grand centre commercial d'Europe.
Le Northolt Branch Observatory 2 (code d'observatoire Z48), un observatoire astronomique, se situe à Shepherd's Bush.

## Personnalités liées au quartier
- Lawrence Dallaglio, y est né en 1972, joueur de Rugby à XV vainqueur de la Coupe du Monde 2003
- Stuart Pearce, y est né en 1962, joueur de football
- Roger Daltrey, y est né le 1er mars 1944, chanteur de rock et acteur, membre fondateur du groupe The Who
- Central Cee, rappeur y est né en 1998

## Galerie

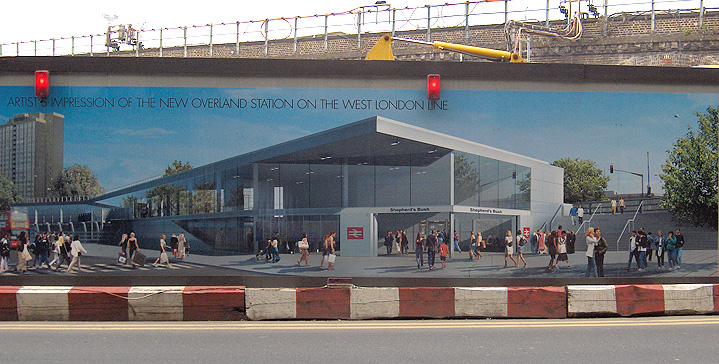
Panneaux annonçant les travaux de la nouvelle gare, achevée en 2008.
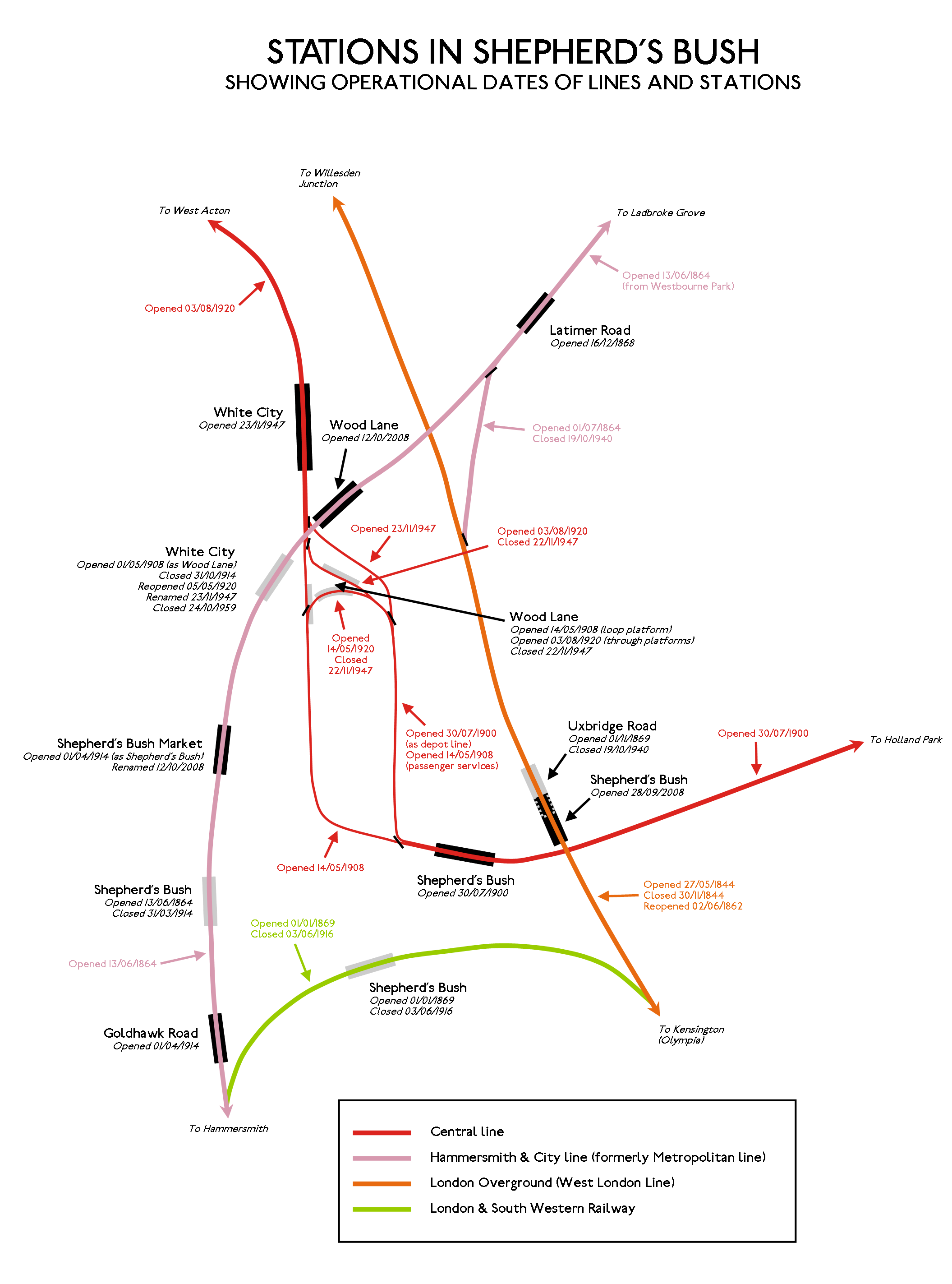
Carte des stations du métro à Shepherd's Bush.